# Ucciani
Pour les articles homonymes, voir Ucciani (homonymie).
Ucciani est une commune française située dans la circonscription départementale de la Corse-du-Sud et le territoire de la collectivité de Corse. Elle appartient à l'ancienne piève de Celavo.

## Géographie
Village situé à 420 m d'altitude, dans la vallée de la Haute Gravona et le parc naturel régional de Corse
Distante d'Ajaccio de 28 km elle fait partie du canton de Celavo-Mezzana.
Superficie de 2 836 hectares (28,36 km2)
Au sud se trouve la pointe d'Aculone (1 416 m), à l'Est la Punta d'Isa (1 630 m) et la Punta Baricci (986 m) au Nord.

### Communes limitrophes
| Azzana, Vero    | Azzana          | Tavera    |
| Vero, Carbuccia | Ucciani         | Tavera    |
| Carbuccia, Peri | Peri, Bastelica | Bastelica |

### Toponymie
Ucciani pourrait venir du grec Ekklesia qui veut dire église. En effet les premières maisons du village se seraient élevées il y a très longtemps autour de l'église Saint-Antonin, à peu près à l'emplacement du stade actuel. D'ailleurs, lorsque celui-ci fut aménagé, les bulldozers mirent au jour des fondations de cabanes qui malheureusement ne purent être examinées avant leur destruction complète.
Ucciani pourrait aussi venir de l'adjonction de Uccius et de Ano, ce qui signifie en latin le domaine, la propriété d'un certain Uccius. Cette étymologie est donnée par monseigneur Rodié, ancien évêque d'Ajaccio. Il explique de la même façon l'origine de Bocognano : Bucconius Ano. 
Ucciani pourrait aussi venir du latin Oceano qui veut dire étendue d'eau, océan. 
Enfin, la tradition orale veut que Ucciani soit une très complexe déformation du corse Occej d'acqua qui signifie petite source et par extension lieu où abondent les sources.

## Urbanisme

### Typologie
Au 1er janvier 2024, Ucciani est catégorisée commune rurale à habitat dispersé, selon la nouvelle grille communale de densité à sept niveaux définie par l'Insee en 2022.
Elle est située hors unité urbaine. Par ailleurs la commune fait partie de l'aire d'attraction d'Ajaccio, dont elle est une commune de la couronne,. Cette aire, qui regroupe 79 communes, est catégorisée dans les aires de 50 000 à moins de 200 000 habitants,.

### Occupation des sols
L'occupation des sols de la commune, telle qu'elle ressort de la base de données européenne d’occupation biophysique des sols Corine Land Cover (CLC), est marquée par l'importance des forêts et milieux semi-naturels (90,3 % en 2018), une proportion sensiblement équivalente à celle de 1990 (90,5 %). La répartition détaillée en 2018 est la suivante : 
forêts (55,2 %), milieux à végétation arbustive et/ou herbacée (26,3 %), zones agricoles hétérogènes (9,6 %), espaces ouverts, sans ou avec peu de végétation (8,8 %). L'évolution de l’occupation des sols de la commune et de ses infrastructures peut être observée sur les différentes représentations cartographiques du territoire : la carte de Cassini (XVIIIe siècle), la carte d'état-major (1820-1866) et les cartes ou photos aériennes de l'IGN pour la période actuelle (1950 à aujourd'hui).

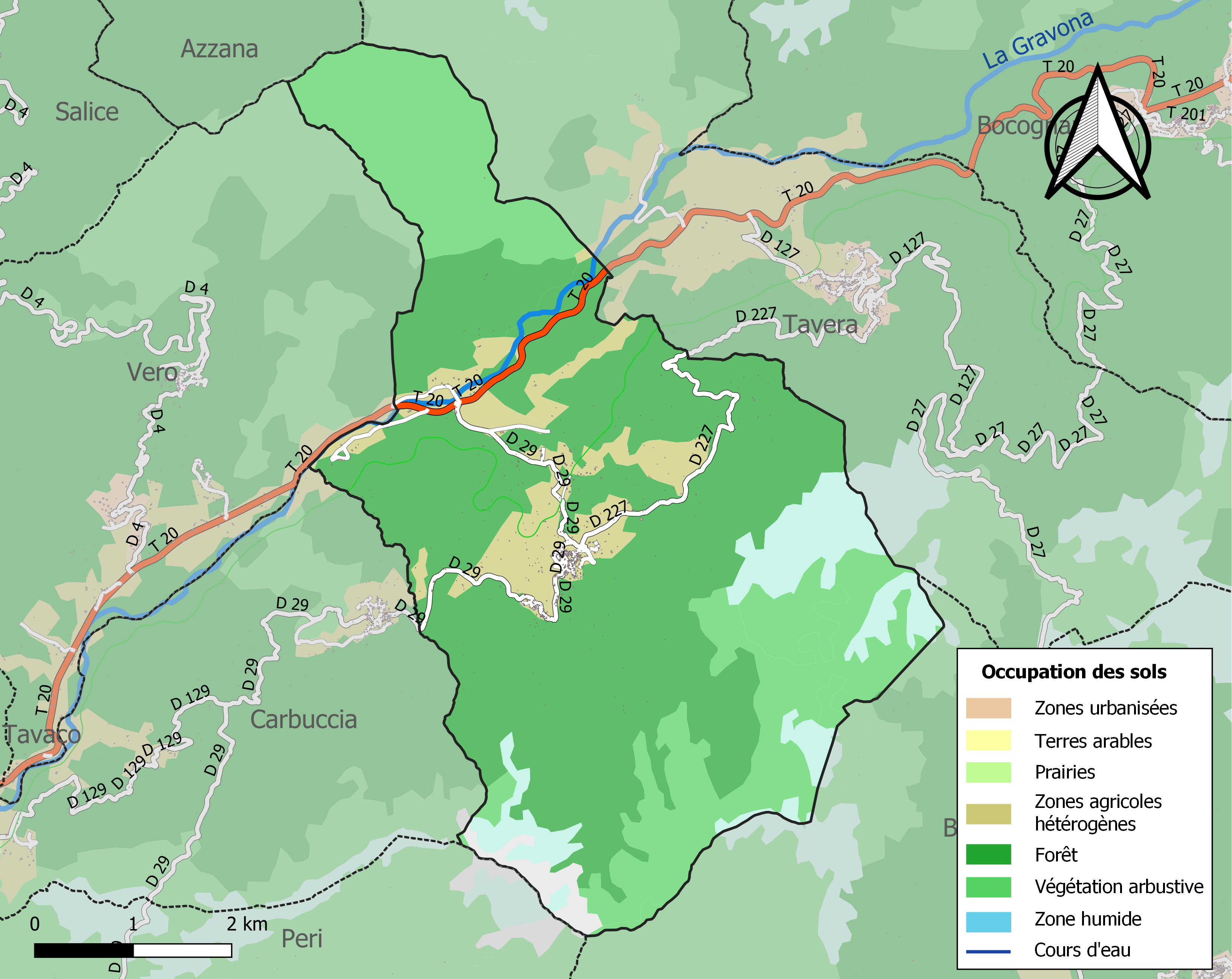
Carte des infrastructures et de l'occupation des sols de la commune en 2018 (CLC).

## Curiosités et célébrités
Des roches préhistoriques gravées ont été découvertes au Pugghiolu, hameau souche du village. Deux roches sont encore visibles derrière le clocher, à l'entrée du presbytère.
En outre, une statuette préhistorique de bronze en forme de sanglier a été trouvée au lieu-dit Perucchiolo.
La fête communale et patronale est célébrée à l'occasion de la Saint-Antonin le 2 septembre.

## Politique et administration
| Période                                  | Période  | Identité                  | Étiquette | Qualité |
| ---------------------------------------- | -------- | ------------------------- | --------- | --- |
| -                                        | -        | Battista Arrio            |           | Agent de la commune |
| -                                        | 1809     | Giovanmartino Orsoni      |           | |
| 1809                                     | 1809     | Michelangelo Silvani      |           | |
| 1809                                     | 1815     | Simon Giovanni Arrio      |           | |
| 1815                                     | 1819     | Battista Pelandrini       |           | |
| 1819                                     | 1821     | Giovanpaoulo Armani       |           | |
| 1821                                     | 1832     | Simon Mariaggi            |           | |
| 1832                                     | 1837     | Joseph Silvani            |           | |
| 1837                                     | 1838     | Vital Poggioli            |           | |
| 1838                                     | 1840     | Joseph Pancrazi           |           | |
| 1840                                     | 1848     | Simon Mariaggi            |           | |
| 1848                                     | 1852     | Baptiste Casanova         |           | |
| 1852                                     | 1855     | Jules Antoine Guistiniani |           | |
| 1855                                     | 1858     | Pierre Jean Poggioli      |           | |
| 1858                                     | 1860     | Joseph Archange Poggioli  |           | |
| 1860                                     | 1870     | Sylvestre Poggioli        |           | |
| 1870                                     | 1876     | Ange Louis Ottavi         |           | |
| 1876                                     | 1878     | Constantin Pancrazi       |           | |
| 1878                                     | 1884     | Jean Dominique Giocanti   |           | |
| 1884                                     | 1888     | Joseph Giocanti           |           | |
| 1888                                     | 1900     | Martin Silvani            |           | |
| 1900                                     | 1912     | Simon Mariaggi            |           | |
| 1912                                     | 1918     | François Mariaggi         |           | |
| 1918                                     | 1929     | Jean Marie Giocanti       |           | |
| 1929                                     | 1943     | Michel Tavera             |           | |
| 1943                                     | 1943     | André Arrio               |           | |
| 1943                                     | 1945     | André Casanova            |           | |
| 1945                                     | 1953     | Baptiste CANALE           |           | |
| 1953                                     | 1959     | Sylvestre PANCRAZI        |           | |
| 1959                                     | 1965     | Alphonse Anchetti         |           | |
| 1965                                     | 1977     | Marius Casile             |           | Conseiller général du canton de Bocognano et du canton de Celavo-Mezzana Président du conseil général (CG2A) |
| 1977                                     | 1983     | Marie Catherine Casile    |           | |
| 1983                                     | 1989     | Gérard Peres              |           | |
| 1989                                     | 1995     | Hyacinthe Pruneta         |           | |
| 1995                                     | 2001     | Gérard Peres              |           | |
| 2001                                     | 2008     | Joseph Pantaloni          |           | |
| 2008                                     | 2020     | Henri Franceschi          | UMP-LR    | Retraité Président de la Mutualité sociale agricole (MSA) Président du Conseil économique, social et culturel de la Corse (CESC) Président de la communauté de communes de la Haute Vallée de la Gravona (CC-HVG) |
| 2020                                     | En cours | Jean-Luc Giocanti         |           | Vice-Président de la communauté des communes du Celavu Prunelli chargé des affaires sociales - Président du Conseil de l’Institut National Supérieur du Professorat et de l’Education (INSPE) de Corse            |
| Les données manquantes sont à compléter. |          |                           |           | |

## Démographie
L'évolution du nombre d'habitants est connue à travers les recensements de la population effectués dans la commune depuis 1800. Pour les communes de moins de 10 000 habitants, une enquête de recensement portant sur toute la population est réalisée tous les cinq ans, les populations de référence des années intermédiaires étant quant à elles estimées par interpolation ou extrapolation. Pour la commune, le premier recensement exhaustif entrant dans le cadre du nouveau dispositif a été réalisé en 2007.

En 2022, la commune comptait 503 habitants, en évolution de +2,24 % par rapport à 2016 (Corse-du-Sud : +7,61 %, France hors Mayotte : +2,11 %).
| 1800 | 1806 | 1821 | 1831 | 1836 | 1841  | 1846  | 1851  | 1856  |
| ---- | ---- | ---- | ---- | ---- | ----- | ----- | ----- | ----- |
| 703  | 797  | 909  | 932  | 970  | 1 045 | 1 021 | 1 050 | 1 089 |

| 1861  | 1866  | 1872  | 1876  | 1881  | 1886  | 1891  | 1896  | 1901  |
| ----- | ----- | ----- | ----- | ----- | ----- | ----- | ----- | ----- |
| 1 132 | 1 034 | 1 096 | 1 042 | 1 124 | 1 182 | 1 216 | 1 195 | 1 151 |

| 1906  | 1911  | 1921  | 1926  | 1931  | 1936  | 1946  | 1954 | 1962 |
| ----- | ----- | ----- | ----- | ----- | ----- | ----- | ---- | ---- |
| 1 166 | 1 203 | 1 080 | 1 240 | 1 129 | 1 112 | 1 051 | 656  | 479  |

| 1968 | 1975 | 1982 | 1990 | 1999 | 2006 | 2007 | 2012 | 2017 |
| ---- | ---- | ---- | ---- | ---- | ---- | ---- | ---- | ---- |
| 393  | 324  | 285  | 310  | 389  | 435  | 442  | 468  | 501  |

| 2022 | - | - | - | - | - | - | - | - |
| ---- | - | - | - | - | - | - | - | - |
| 503  | - | - | - | - | - | - | - | - |

## Lieux et monuments
- Église Saint-Antonin d'Ucciani

## Personnalités liées à la commune

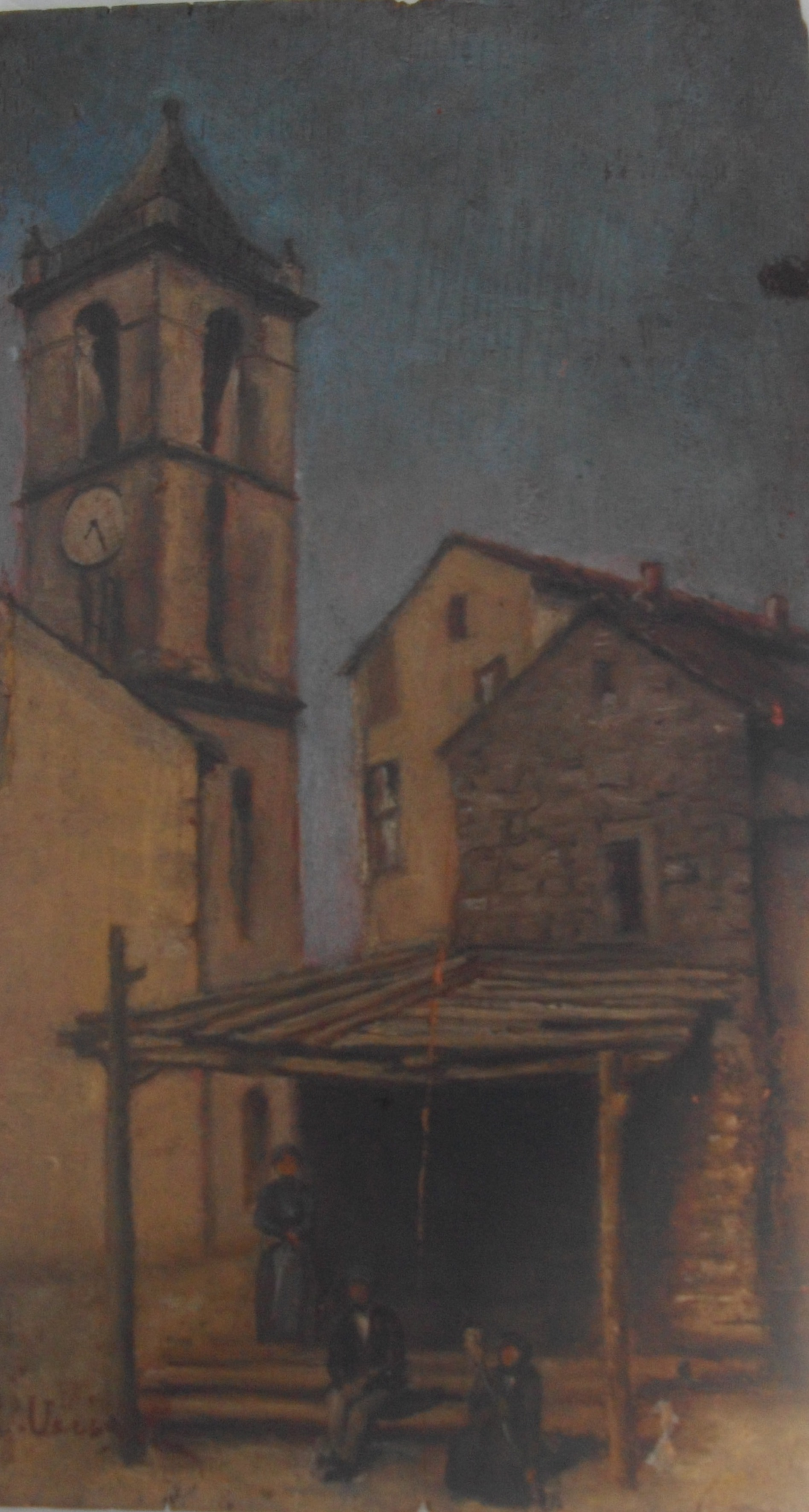
Clocher d'Ucciani (1892)
huile sur bois de Pierre Ucciani.

Bernadotte (Jean-Baptiste Jules Bernadotte) (1763-1844), lors de son séjour en Corse, travailla comme soldat du Régiment royal marin à la construction du pont d'Ucciani, commencée sous l'Ancien Régime et achevée en 1805[réf. nécessaire].
Bonaparte (1769-1821), pourchassé par les Paolistes en 1793 a trouvé refuge dans la maison des Poggioli qui l'accompagnèrent à Ajaccio[réf. nécessaire].
Pierre Ucciani, peintre corse (1851-1939), dont la famille serait originaire d'Ucciani,,
Le maréchal Alphonse Juin (1888-1967) est venu en Corse en octobre 1943 avec le général George Patton, juste après la libération de l'île pour une opération destinée à faire croire à l'ennemi à l'imminence d'un débarquement en Toscane. Il a été accueilli par les habitants du village d'Ucciani dont sa mère, Précieuse Salini, était originaire.
Eugénie Djendi est une militaire et résistante française originaire par sa mère d'Ucciani, prise par les Allemands elle est exécutée au camp de concentration de Ravensbrück.
.Marius Casile, président du conseil général de la Corse-du-Sud (1976-1977), maire d'Ucciani (1965-1981).